# Guitar and Drum
Guitar and Drum è un album del gruppo punk rock Stiff Little Fingers, pubblicato il 25 maggio 2004 da Kung Fu Records.

## Tracce
1. Guitar & Drum (Burns) – 3:11
2. Strummerville (Burns) – 3:19
3. Can't Get Away With That (McCallum) – 3:16
4. Still Burning (Burns, Foxton, Grantley) – 3:18
5. Walkin' Dynamite (Burns) – 3:51
6. Dead Man Walking (Burns) – 3:34
7. Empty Sky (Foxton, Grantley) – 2:36
8. Be True to Yourself (McCallum) – 3:38
9. Best of Fools (Burns) – 2:15
10. I Waited (Grantley) – 3:10
11. Achilles' Heart (Burns) – 3:04
12. Who Died and Made You Elvis? (Burns) – 3:37
13. High & Low (Burns) – 2:13
14. Protect and Serve (Burns) – 4:03